# Yared Nuguse
Yared Nuguse (Louisville, 1 de junio de 1999) es un deportista estadounidense que compite en atletismo, especialista en las carreras de mediofondo.
Participó en dos Juegos Olímpicos de Verano, en los años 2020 y 2024, obteniendo una medalla de bronce en París 2024, en la prueba de 1500 m. Ganó una medalla de plata en el Campeonato Mundial de Atletismo en Pista Cubierta de 2024, en la prueba de 3000 m.
En febrero de 2025 estableció una nueva plusmarca mundial en pista cubierta de la milla (3:46,63).
Es hijo de padres etíopes, y es abiertamente homosexual. Estudió Bioquímica y el máster en Administración en la Universidad de Notre Dame.

## Palmarés internacional
| Juegos Olímpicos                     | Juegos Olímpicos      | Juegos Olímpicos  | Juegos Olímpicos |
| Año                                  | Lugar                 | Medalla           | Prueba           |
| ------------------------------------ | --------------------- | ----------------- | ---------------- |
| 2024                                 | París (Francia)       | Medalla de bronce | 1500 m           |
| Campeonato Mundial en Pista Cubierta |                       |                   |                  |
| Año                                  | Lugar                 | Medalla           | Prueba           |
| 2024                                 | Glasgow (Reino Unido) | Medalla de plata  | 3000 m           |